# Large Zenith Telescope
Le Large Zenith Telescope (LZT, Grand télescope zénithal en français) est un télescope zénithal de 6 mètres de diamètre géré par l'Université de la Colombie-Britannique. Il est situé dans la Malcolm Knapp Research Forest de Maple Ridge, à 70 km à l'Est de Vancouver.
Un télescope zénithal ne peut observer que dans la région du zénith, mais il bénéficie d'une architecture simplifiée permettant l'utilisation de miroirs réalisés en mercure liquide en rotation. La technologie des télescopes à miroir liquide est relativement peu onéreuse pour des diamètres importants.
Dans le cas du LZT, c'est la rotation de la Terre qui positionne les objets dans le champ de l'instrument.